# Lorenzo Cugini
Lorenzo Cugini (27 de octubre de 1993, Stow (Ohio), USA) es un jugador de baloncesto estadounidense con pasaporte italiano. Con 1,98 metros de estatura, su puesto natural en la cancha es el de alero en las filas de los London Lions de la British Basketball League.

## Trayectoria deportiva
Comenzó a jugar a baloncesto en su Ohio natal, en concreto en St. Vicent – St. Mary High School. Su buena trayectoria en el instituto le valió para ser reclutado por la High Point Panthers, donde promedió casi once puntos por encuentros en su último año con cerca de un 43.3% de acierto desde la línea de tres puntos, convirtiéndose en uno de los mejores lanzadores exteriores esa temporada en la NCAA. 
Tas no ser drafteado en 2016, decide dar el salto al profesionalismo en Europa, tras realizar la pretemporada con el 5 Stelle Sam de la liga suiza, acabó marchándose a Italia para jugar en las filas del Omnia Basket Lungavilla Pavia de la Serie C. 
Durante al temporada 2017-18 firmó por el Gimle BBK de Noruega, con el que promedió más de 23 puntos por choque. 
En 2019 firma por el Oasa de Kufra Fondi, también de la Serie C italiana, donde se convierte en el MVP de la competición promediando más de 27 puntos por encuentro. 
En verano de 2020, llega a España para reforzar los entrenamientos del Acunsa GBC de la Liga ACB.
El 9 de octubre de 2020, se compromete con el Club Melilla Baloncesto de la Liga LEB Oro, firmando un contrato temporal de dos meses, en los que disputó siete encuentros.
El 11 de febrero de 2021, firma por el Palencia Baloncesto de la Liga LEB Oro.
El 2 de agosto de 2021, firma por los London Lions de la British Basketball League.